# Peter Wisoff
Peter Jeffrey Kelsay Wisoff, född 16 augusti 1958 i Norfolk, Virginia, är en amerikansk astronaut uttagen i astronautgrupp 13 den 17 januari 1990. Han är gift med den tidigare astronauten Tamara Jernigan.

## Rymdfärder
- STS-57
- STS-68
- STS-81
- STS-92